# Koyyuru
Koyyuru est un village du district d'Alluri Sitharama Raju dans l'État d'Andhra Pradesh en Inde. 
Selon le recensement de l'Inde de 2011, la localité compte une population de 1 586 habitants.
Alluri Sitarama Raju, combattant pour la révolution dans son pays est capturé par les britanniques dans les forêts à proximité et exécuté à Koyyuru.